# Gerasimo di Cefalonia
Gerasimo (Trikala, 1506 – Omala, 15 agosto 1579) è stato un monaco cristiano e santo greco, venerato come santo dalla Chiesa greco-ortodossa.
Fondatore di chiese e monasteri, è venerato come santo patrono dell'isola di Cefalonia.

## Biografia
Gerasimo nasce nel 1506 dalla famiglia aristocratica e benestante dei Notara. Fu ordinato monaco al Monte Athos
Andò a Gerusalemme per 12 anni, trascorse qualche tempo a Creta e Zante e solo nel 1555 arrivò a Cefalonia. Trascorse i suoi primi 5 anni in una grotta nella zona, conosciuta come Lassi. Successivamente coltivò l'area dove ora esiste il monastero di San Gerasimo vicino a Valsamata. Il monastero da lui fondato si prendeva cura dei poveri e divenne un centro di carità.

## Venerazione
Nel 1581 la sua tomba fu aperta il cadavere ritrovato intatto. Cefalonia era sotto il dominio della Repubblica di Venezia dal 1209, e le autorità cattoliche dell'isola erano piuttosto scettiche su questo miracolo. Nel 1622 fu canonizzato dalla Chiesa greco-ortodossa. La sua celebrazione più importante, è il 20 ottobre, data in cui è stato nuovamente riesumato. Le sue reliquie sono ancora conservate in un cofanetto d'argento nella chiesa a lui dedicata nei pressi del Monastero, nella cui piazza si erge un enorme platano che, secondo la leggenda, sarebbe stato ancora piantato dal santo.

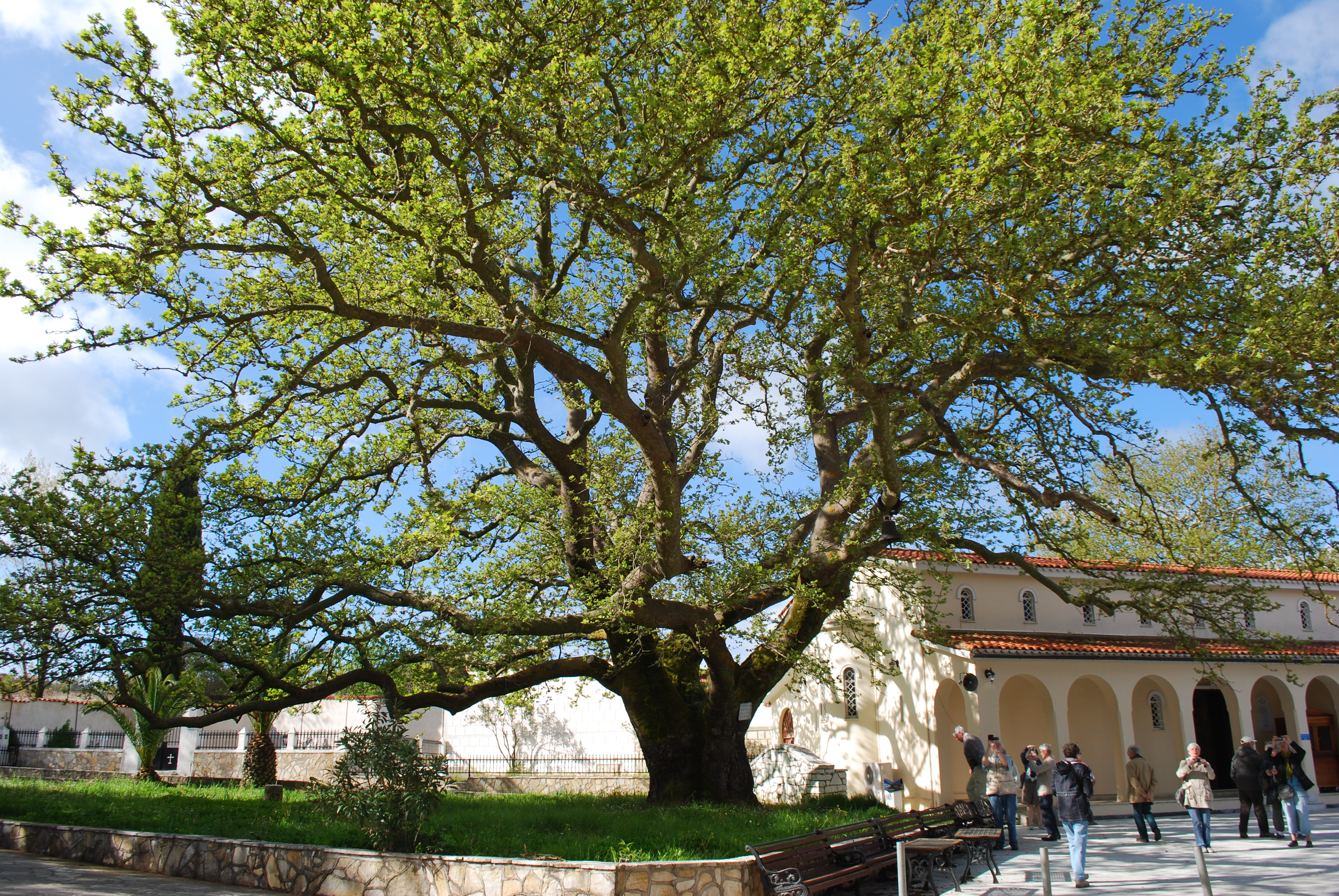
Il platano del monastero, secondo la leggenda piantato proprio da Gerasimo

San Gerasimo è venerato dagli abitanti di Cefalonia, che credono che il santo li protegga e guarisca dalle malattie. Molti nativi dell'isola chiamano i loro figli Gerasimo in omaggio al santo patrono.